# Зимноводівська сільська рада
Зимновідська сільська рада — орган місцевого самоврядування у Пустомитівському районі Львівської області з адміністративним центром у с. Зимна Вода.

## Загальні відомості
Історична дата утворення: в 1946 році. Водоймища на території, підпорядкованій даній раді: річка Вишенька.

## Населені пункти
Сільській раді підпорядковані населені пункти:
- c. Зимна Вода

## Склад ради
- Сільський голова: Гутник Володимир Степанович
- Секретар сільської ради: Саган Ольга Олексіївна
- Бухгалтер сільської ради: Петрівська Стефанія Іванівна
- Загальний склад ради: 30 депутатів

### Керівний склад ради
| ПІБ                         | Основні відомості                                                                             | Дата обрання | Дата звільнення |
| --------------------------- | --------------------------------------------------------------------------------------------- | ------------ | --------------- |
| Гутник Володимир Степанович | Сільський голова, 1964 року народження, освіта, член Всеукраїнського об'єднання «Батьківщина» | 26.03.2006   | 31.10.2010      |
| Гутник Володимир Степанович | Сільський голова, 1964 року народження, освіта вища, безпартійний                             | 31.10.2010   |                 |

Примітка: таблиця складена за даними джерела

### Депутати
Результати місцевих виборів 2010 року за даними ЦВК:
| № зп                      | № округу       | Прізвище, ім'я, по батькові    | Дата визнання обраним | Відомості про обраного депутата                                                                                                   |
| Народна Партія            | Народна Партія | Народна Партія                 | Народна Партія        | Народна Партія |
| ------------------------- | -------------- | ------------------------------ | --------------------- | --- |
| 1                         | 2              | Бутрак Мирослава Орестівна     | 04.11.2010            | Освіта вища, позапартійна, Городоцька центральна лікарня, лікар-кардіолог                                                         |
| Українська Народна Партія |                |                                |                       | |
| 1                         | 7              | Кос Андрій Романович           | 04.11.2010            | Освіта вища, позапартійний, тимчасово не працює                                                                                   |
| 2                         | 14             | Кос Ліля Миколаївна            | 04.11.2010            | Освіта вища, член Української Народної Партії, Зимноводівська загальноосвітня школа № 1, вчитель                                  |
| Самовисування             |                |                                |                       | |
| 1                         | 1              | Фукс Анатолій Асафович         | 04.11.2010            | Освіта вища, позапартійний, КП «Наше село», директор                                                                              |
| 2                         | 3              | Коцік Володимир Володимирович  | 04.11.2010            | Освіта вища, позапартійний, тимчасово не працює                                                                                   |
| 3                         | 4              | Савка Роман Іванович           | 04.11.2010            | Освіта середня спеціальна, позапартійний, ТзОВ «Трумф-Захід», менеджер                                                            |
| 4                         | 5              | Гутник Андрій Степанович       | 04.11.2010            | Освіта середня спеціальна, позапартійний, приватний підприємець                                                                   |
| 5                         | 6              | Франчук Юрій Степанович        | 04.11.2010            | Освіта середня, позапартійний, приватний підприємець                                                                              |
| 6                         | 8              | Романчишин Наталія Богданівна  | 04.11.2010            | - медсестра |
| 7                         | 9              | Нагурський Роман Станіславович | 04.11.2010            | Освіта середня спеціальна, позапартійний, тимчасово не працює                                                                     |
| 8                         | 10             | Войціцький Любомир Євгенович   | 04.11.2010            | Освіта вища, позапартійний, Галицьке РВ ЛМУ ГУ МВС України, начальник відділу                                                     |
| 9                         | 11             | Вятровський Андрій Іванович    | 04.11.2010            | Освіта незакінчена вища, позапартійний, приватний підприємець                                                                     |
| 10                        | 12             | Саган Ольга Олексіївна         | 04.11.2010            | Освіта вища, позапартійна, Зимноводівська сільська рада, секретар                                                                 |
| 11                        | 13             | Пастущак Володимир Іванович    | 04.11.2010            | Освіта вища, позапартійний, приватний підприємець                                                                                 |
| 12                        | 15             | Огірко Оксана Степанівна       | 04.11.2010            | Освіта вища, позапартійна, ПП «ГАЛ-Юрбуд», менеджер-логіст                                                                        |
| 13                        | 16             | Качмар Іван Михайлович         | 04.11.2010            | Освіта середня спеціальна, позапартійний, приватний підприємець                                                                   |
| 14                        | 17             | Мороз Ярослав Михайлович       | 04.11.2010            | Освіта вища, позапартійний, приватний підприємець                                                                                 |
| 15                        | 18             | Фукс Олег Анатолійович         | 04.11.2010            | Освіта вища, позапартійний, Зимноводівська загальноосвітня школа № 1, вчитель                                                     |
| 16                        | 19             | Курівчак Володимир Йосафатович | 04.11.2010            | Освіта середня, позапартійний, приватний підприємець                                                                              |
| 17                        | 20             | Котеляк Володимир Едуардович   | 04.11.2010            | Освіта вища, позапартійний, ВАТ «Львівський локомотивно-ремонтний завод», заступник голови правління з кадрів і соціальних питань |
| 18                        | 21             | Василенко Наталія Василівна    | 04.11.2010            | Освіта вища, позапартійна, тимчасово не працює                                                                                    |
| 19                        | 22             | Мочерад Неля Казимирівна       | 04.11.2010            | Освіта вища, позапартійна, Зимноводівська загальноосвітня школа № 2, вчитель                                                      |
| 20                        | 23             | Хома Зіновій Зіновійович       | 04.11.2010            | Освіта вища, позапартійний, ПП «Хома», менеджер                                                                                   |
| 21                        | 24             | Пиріг Володимир Орестович      | 04.11.2010            | Освіта вища, позапартійний, тимчасово не працює                                                                                   |
| 22                        | 25             | Малиняк Роман Петрович         | 04.11.2010            | Освіта вища, позапартійний, приватний підприємець                                                                                 |
| 23                        | 26             | Качмар Оксана Володимирівна    | 04.11.2010            | Освіта вища, позапартійна, Зимноводівська загальноосвітня школа № 2, вчитель                                                      |
| 24                        | 27             | Головатий Тарас Андрійович     | 04.11.2010            | Освіта середня, позапартійний, ТзОВ «Юг Львів», водій                                                                             |
| 25                        | 28             | Гудима Наталія Степанівна      | 04.11.2010            | Освіта вища, позапартійна, Зимноводівська загальноосвітня школа № 2, вчитель                                                      |
| 26                        | 29             | Петрівська Стефанія Іванівна   | 04.11.2010            | Освіта вища, позапартійна, Зимноводівська сільська рада, бухгалтер                                                                |
| 27                        | 30             | Веселівський Андрій Іванович   | 04.11.2010            | Освіта вища, позапартійний, Львівська обласна клінічна лікарня, юрист                                                             |